# Pecluma curvans
Pecluma curvans är en stensöteväxtart som först beskrevs av Georg Heinrich Mettenius, och fick sitt nu gällande namn av Michael Greene Price. Pecluma curvans ingår i släktet Pecluma och familjen Polypodiaceae. Inga underarter finns listade.